# Wildgrat
De Wildgrat is een 2971 meter hoge bergtop in de Ötztaler Alpen in het Oostenrijkse Tirol. De top ligt hemelsbreed precies tussen Jerzens in het Pitztal en Umhausen in het Ötztal.
De Wildgrat is snijpunt van alle bergkammen van het Wildgratmassief, dat de noordelijke verlenging van de Geigenkam omvat. Omdat de bergtoppen enkel aan zuidelijke zijde de Wildgrat in hoogte overtreffen, is vanaf de top van de Wildgrat een weids uitzicht over het Pitztal, Inndal en het Ötztal voorhanden. Zowel vanuit het westen (Pitztal) als van het oosten (Ötztal) voeren gemarkeerde wegen naar de top van de berg. De weg vanuit het westen begint bij het bergstation van de Hochzeigerbahn. Van hier kan men via de Hochzeiger of via de Zollberg het Riegetal bereiken van waaruit de daadwerkelijke klim naar de top begint. Uitgangspunt voor een klim naar de top vanuit oostelijke richting is de Erlanger Hütte.